# Self/less
Self/less è un film del 2015 diretto da Tarsem Singh con protagonisti Ryan Reynolds e Ben Kingsley.

## Trama
L'industriale ultramilionario Damian Hale, maestro nell'arte del potere, allontanato dalla figlia Claire, si scopre malato di cancro. Di fronte alla propria malattia terminale, viene a sapere di un'organizzazione scientifica segreta che gli propone la creazione in laboratorio di un corpo sano in cui la sua brillante mente potrà continuare a vivere, secondo gli studi di transumanesimo del professor Jensen. Dopo aver inscenato la sua morte pubblica di fronte all' amico Martin O'Neil e al mondo, Damian si sottopone a "lo shedding" risvegliandosi in un nuovo corpo giovane. Successivamente ad un periodo di riabilitazione inizia la sua nuova vita, dovendo però dipendere dall'organizzazione che gli fornisce misteriose pillole antirigetto avvisandolo di possibili allucinazioni post intervento che presto spariranno.
Damian, passata l'iniziale euforia della sua nuova vita, inizia a manifestare episodi sempre più frequenti di allucinazioni in cui vede una donna ed una bambina alternate a scene militari.
Tramite ricerche riesce a scovare l'abitazione della donna, Maddie, e lì capisce che il suo nuovo corpo non era stato creato in laboratorio come gli era stato detto, ma apparteneva a Mark, un ex militare con una famiglia, vendutosi all'organizzazione per pagare le cure della propria figlia affetta da una grave malattia.
Damian inizia ad essere braccato dai membri dell'organizzazione, capitanati da Albright, che altri non è che il professor Jensen, che vogliono impedire la divulgazione del segreto eliminando chiunque voglia metterlo in pericolo.
Damian in fuga con la famiglia di Mark dopo rocamboleschi inseguimenti ricerca l'aiuto di Martin, con l'intenzione di far perdere le proprie tracce, ma Martin stesso si era servito dell'organizzazione per avere un corpo nuovo per il proprio figlio malato. Appresa la verità sui loro metodi, aiuta l'amico nella fuga, rivelandogli anche la ricetta delle pillole misteriose, che altro non servono che ad eliminare tutti i residui di coscienza del vecchio proprietario del corpo, senza di esse Mark tornerebbe cosciente. L'organizzazione però riesce a catturare la donna e la bambina, ma Damian dopo aver trovato il laboratorio, le salva, ponendo fine alla follia del professor Jensen.
Messe in salvo Maddie e la bambina, trasferite in un'isola caraibica per iniziare una nuova vita, Damian va a trovare la figlia Claire e fingendosi un vecchio amico del padre defunto le consegna una lettera in cui scrive tutte le cose meravigliose che il vecchio Damian pensava di lei ma che non aveva avuto mai il coraggio di dire. 
Vediamo Mark risvegliarsi all'improvviso come da un sogno, e in un video Damian gli spiega l'accaduto e che ha deciso, smettendo di prendere le pillole, di ridargli il corpo e la coscienza affinché si ricongiunga con la sua famiglia.

## Produzione
Le riprese del film sono iniziate nell'ottobre 2013 a New Orleans.

## Distribuzione
Il primo trailer del film è stato diffuso il 4 marzo 2015.
La pellicola è stata distribuita nelle sale cinematografiche statunitensi a partire dal 10 luglio 2015. In Italia è arrivata a settembre dello stesso anno.

### Divieto
Il film è vietato ai minori di 13 anni negli Stati Uniti d'America per la presenza di sequenze di violenza, sessualità e linguaggio scurrile.